# Дурония
Дуро̀ния (на италиански: Duronia) е село и община в Централна Италия, провинция Кампобасо, регион Молизе. Разположено е на 918 m надморска височина. Населението на общината е 442 души (към 2010 г.).